# Шёнбах (Нижняя Австрия)
Шёнбах (нем. Schönbach) — ярмарочная коммуна (нем. Marktgemeinde) в Австрии, в федеральной земле Нижняя Австрия. 
Входит в состав округа Цветль.  Площадь общины составляет 34,66 км², население — 767 человек (1 января 2021), плотность населения — 22 чел./км². Официальный код  —  32523.

## Население
| Год  | Численность |
| ---- | ----------- |
| 1869 | 1236        |
| 1889 | 1213        |
| 1890 | 1196        |
| 1900 | 1202        |
| 1910 | 1118        |
| 1923 | 1166        |
| 1934 | 1134        |
| 1939 | 1148        |
| 1951 | 1033        |
| 1961 | 1054        |
| 1971 | 1069        |
| 1981 | 1031        |
| 1991 | 1036        |
| 2001 | 939         |
| 2011 | 858         |
| 2021 | 767         |

## Политическая ситуация
Бургомистр коммуны — Йозеф Мозер (АНП) по результатам выборов 2005 года.
Совет представителей коммуны (нем. Gemeinderat) состоит из 15 мест.
- АНП занимает 13 мест.
- СДПА занимает 2 места.